# Zagrody (Sandomierz)
Pour les articles homonymes, voir Zagrody.
Zagrody est une localité polonaise de la gmina de Wilczyce, située dans le powiat de Sandomierz en voïvodie de Sainte-Croix.